# Ashmeadiella rubrella
Ashmeadiella rubrella is een vliesvleugelig insect uit de familie Megachilidae. De wetenschappelijke naam van de soort is voor het eerst geldig gepubliceerd in 1949 door Michener.